# Psycho le Cému
Psycho le Cému (jap. サイコ・ル・シェイム) war eine von 1999 bis 2006 bestehende japanische J-Rock- bzw. Visual-Kei-Band, deren Markenzeichen es war, in bunten Cosplay-Kostümen aufzutreten.

## Biografie
Psycho le Cému wurden im März 1999 gegründet, nachdem sich Sänger Daishis und Gitarrist Lidas vorherige Band MYU aufgelöst hatte. Gitarrist Aya, (ex. Isabelle), Bassist seek (ex-Sculp) und Schlagzeuger YURA-sama (ex-Sculp, ex-MYU Roadie) kamen dazu. Der Bandname soll nach Aussagen der Band eine Kombination ehemaliger Bands bzw. Projekte sein und nichts bedeuten.
Bereits im Mai 1999 trat die Band in Ōsaka auf. Ihr erstes Demotape Self Analysis erschien am 1. Juni 1999 und beinhaltete sechs Tracks. Bereits seit diesem ersten Demotape fingen die Fünf an, bunte Cosplay-Outfits zu tragen, da sie sich von der Menge unbekannter Bands abheben wollten. Der Videoclip zu ihrer ersten Single -Kronos-, bei der sie sich noch Psycho lè Cemu schrieben, erregte auch die gewünschte Aufmerksamkeit. Sie tourten daraufhin mit verschiedenen Bands in Nagoya und konnten im November 1999 bereits ihr erstes One-man Konzert spielen. Es folgten eine weitere Single und eine ausverkaufte Tour.
Das Jahr 2001 wurde mit ausverkauften Konzerten und ihrem ersten Album im Dezember zum Erfolg. Außerdem konnten sie beim Sweet Trance Main Stage: 2001 The Space Odyssey Event die Bühne mit mehreren bekannten Bands wie La’cryma Christi und Pierrot teilen.
Anfang 2002 veröffentlichten Psycho le Cému ein Minialbum namens Prism, das nur per Vorbestellung erhältlich war und sich erfolgreich verkaufte. In einem dazugehörigen Videoclip war eines von YURA-samas furitsuke-Programmen, das von Fans nachgeahmt wurde. Im Oktober 2002 konnten sie bei Nippon Crown unterzeichnen und avancierten somit zur Major-Band. Ihre Debütsingle Ai no Uta schaffte es auf den 10. Platz der Oricon-Charts.
Im April 2003 versuchten sie sich an Roman Hikou, einem Song der sehr bekannten Band Kome Kome Club und Ende des Jahres erschien ihr erstes Majoralbum FRONTIERS, bei dessen limitierter Auflage fünf Miniaturfiguren der Bandmitglieder beilagen. Sie schlossen die kurze Tournee Psycho Invasion in Amerika an und traten auf Animeconventions in Kalifornien und Texas auf.
Um auch eine anders klingende Seite von sich präsentieren zu können, schufen Psycho le Cému eine Alter-Ego-Band, mit der sie Konzerte für die Mitglieder des Fanclubs Kronos gaben und die schwer auffindbare Single Bad boys, be ambitious! herausbrachten. Nach einem weiteren Album und der dazugehörigen Tournee durfte die Band zum Beauti-Fool’s Fest ‘04 des Fool’s Mate Magazins antreten.
2005 wurde eine weitere US-Tournee in Angriff genommen und eine Single im April veröffentlicht, bevor die Bandaktivitäten pausiert wurden. In der darauffolgenden Zeit kümmerten sich die Mitglieder um ihre Solo-Projekte. In dieser Zeit wurde der Versand ihrer Veröffentlichungen durch Nippon Crown gestoppt, da Daishi wegen des Besitzes von Methamphetaminen angeklagt wurde. Daraufhin annullierte die Band den Vertrag mit Nippon Crown und die Mitglieder verfolgten weiter ihre Soloprojekte.
Im März 2006 kam die Ankündigung, dass die Bandaktivitäten wieder aufgenommen würden, aber anscheinend konnten die Mitglieder nicht mehr zueinander finden und die endgültige Auflösung der Band wurde im Mai 2006 verkündet.
Am 2. Oktober 2014 teilten die Bandmitglieder über Twitter mit, dass eine neue Homepage von Psycho le Cému online ist. Des Weiteren wurden drei Konzerte, nämlich am 11. Februar 2015 in Toyosu PIT sowie am 14. und 15. Februar 2015 in Zepp Tokyo Divercity anlässlich des fünfzehnjährigen Bandjubiläums, angekündigt.

## Solo-Aktivitäten

### Dacco
YURA-sama und Lida gründeten Dacco. Lida übernahm zusätzlich zur Gitarre den Part des Sängers, YURA-sama erweiterte sein Repertoire um das Tamburin. Im Oktober veröffentlichten Dacco zum gleichen Zeitpunkt wie ISABELLE ihre erste Single und bestritten daraufhin gemeinsam mehrere Konzerte. Im Juli 2006 reisten sie zur ComiCon in San Diego nach Amerika. Inzwischen kann die Band 3 Singles und das Album Baby vorweisen.

### Isabelle
Ayas ehemalige Band Isabelle trat wieder zusammen und nahm seek als Supportbassisten auf. Im Juni 2006 trennten sie sich allerdings wieder. Mittlerweile spielen Aya und seek in der Band Mix Speaker’s, Inc.

### Daishi Kajinaga
Daishi nahm unter seinem vollen Namen sein Soloprojekt auf. 2006 wurde er jedoch wegen des Besitzes von Methaamphetaminen verhaftet und anschließend zu einer Bewährungsstrafe verurteilt. Daraufhin lag sein Projekt auf Eis, bis er sich mit einem Solokonzert im Shibuya CYCLONE zurückmeldete, mehrere Lives spielte und neue Veröffentlichungen für 2007 ankündigte. Er spielt seit Juni 2007 mit der Band The Romeo.

## Diskografie

### Mini-Alben
- 2001: A trip to America
- 2002: Prism

### Alben
- 2001: Doppelganger ~mou hitori no jibun~ (Doppelganger ～もう一人の自分～)
- 2003: Frontiers
- 2004: Beautiful World ~Kono hitomi ni utsuranai mono~ (Beautiful World ～この瞳に映らない現実～)
- 2006: Psycho le Cemu Best (Greatest Indies Hits)
- 2006: ~Epilogue~ Kataritsugareru Monogatari ～(エピローグ～語り継がれる物語)
- 2006: Psycho le Cemu Best (Greatest Major Hits)
- 2016: Now and Then ~The World~
- 2018: Light and Shadow
- 2019: Twenty Story
- 2023: Resistance

### Singles
- 2000: -Kronos-
- 2000: Risoukyou ryokou Guide Disc (理想郷旅行ガイドディスク)
- 2001: A Trip to the Arcadia
- 2001: Remembrance
- 2002: Ai no uta (愛の唄)
- 2003: Gekiai Merry-Go-Round / Shunkashuutou (激愛メリーゴーランド/春夏秋冬)
- 2003: Roman hikou (浪漫飛行)
- 2003: Miracle High Tension!
- 2003: A Trip to the Arcadia
- 2004: Omoide aruki (想い出歩記)
- 2004: Michi no sora (道の空)
- 2004: Yume kazaguruma (夢風車)
- 2005: Love Is Dead A-type and B-type
- 2015: Akiramenai Days
- 2016: Ooedo Tabigarasu
- 2018: Fantasia ~Yuuki no Gensoukyoku
- 2023: Moichido Kuchizukewo

### Videoalben
- 2003: Psycho le Cému gouka tokushu shiyou gentei Boxset (サイコ・ル・シェイム 豪華特殊仕様 限定BOXセット)
- 2004: Psycho in USA -Live & Document- (サイコ in USA -Live & Document-)
- 2005: Risokyo Ryoko Zepp (理想郷旅行 Zepp)
- 2006: Psycho le Cému in USA II
- 2006: Psycho le Cému indies movie Best (サイコルシェイム インディーズ movie Best)